# Thèque (sport)
Pour l’article ayant un titre homophone, voir Thèque.
La thèque, ou tèque, est un jeu sportif similaire au baseball. Il se pratique notamment dans les écoles,  dans les centres de vacances et de loisirs, sur la plage avec un minimum de matériel. Il est d'origine normande en ce qui concerne la France. Ce jeu est inscrit à l'Inventaire du patrimoine culturel immatériel du pays depuis 2012.

## Étymologie
L'orthographe correcte du mot en normand est tèque selon l'étymologie. Il est d'ailleurs attesté sous cette forme en 1849 au sens de « balle, paume », puis chez Henri Moisy dans le Dictionnaire de patois normand en usage dans la région centrale de la Normandie dans l'expression jouer à la tèque. De manière erronée, il est orthographié thèque à la fin du XIXe siècle chez Philippe Daryl dans Les Jeux de Balles & de Ballon avec le sens de « jeu de balle en Normandie ». La plus ancienne occurrence apparaît dans Frédéric Pluquet, Contes populaires, préjugés, patois, proverbes, noms de lieux, de l’arrondissement de Bayeux, Rouen, 1834, “Patois et noms triviaux”, p. 97 : « Tèque, balle ou paume. »
Il est possiblement issu du vieux norrois tekja « butin, prise », terme basé sur la racine germanique *tek- « toucher » (gotique tekan « toucher ») qui a donné par apophonie taka « toucher, saisir » en vieux norrois, d'où l'anglais to take « prendre ». Cependant en vieux norrois, les formes fléchies de taka sont précisément en tek- et on peut penser à l'injonction Tekja eitt stig ! « Fais un pas (en avant) ! ». Cependant le Französisches Etymologisches Wörterbuch semble d'un autre avis, qui rattache tèque à un étymon onomatopéique tek-.
L'orthographe actuelle avec un h est liée à l'attraction du terme d'origine grecque thèque, terme de botanique et de médecine (cf. aussi orphie.

## Histoire
Il est pratiqué de manière traditionnelle dans des fêtes des jeux et sports de Normandie, c'est en effet dans cette province qu’il en existe le plus de témoignages. Il s'y pratique toujours régulièrement (voir le site de la Fédération des jeux et sports normands). Ailleurs en France, on y joue de manière plus récente.

## Matériel
Le terrain sera une cour, une prairie, un stade. Il peut être rectangulaire ou pentagonal.
L'objet à lancer peut être une balle (tennis, hand, basket) ou un frisbee. Cinq cerceaux marquent les bases.

## Règles
Ce jeu n’étant pas fédéré, les règles sont libres et variables. Le principe général est proche d’un baseball rustique. Le terrain comporte une base et un nombre variable de refuges permettant de délimiter une enceinte circulaire. Deux équipes s’affrontent. À la mi-temps, les équipes échangent leurs postes. Au cours de chaque période, une équipe doit envoyer une balle que l'autre équipe doit récupérer. L'équipe qui défend se répartit dans l’enceinte délimitée ; celle qui attaque se place à la base, et chaque joueur devra parcourir le tour des refuges et revenir à la base pour donner un point à son équipe. 
Les règles sont très proches de celles du Rounders pratiqué dans beaucoup d'anciennes colonies britanniques, lui-même issu sans doute de la tèque, et qui est à l'origine du baseball.
Quand le terrain est pentagonal, chaque coin du pentagone contient une base et se parcourt dans le sens inverse des aiguilles d'une montre.
Il existait autrefois en Normandie outre le jeu sur champ, une tèque au mur et une "à la distance" (règles répertoriées par la fédération des jeux et sports normands).
Par ailleurs, le jeu de Tireli ou de navette qui se joue avec un bâton, un bout de bois court dit navette ou pireli ou tirli et un socle peut être apparenté à la tèque (il est pratiqué dans une île d'Irlande de l'Ouest, le nord de l'Italie, en Normandie, il était pratiqué à Jersey et en Picardie également où les témoignages sont clairs).
À noter que les Vikings avaient des jeux de batte avec course plus proches de la tèque ou en jeu collectif (Knattleikr) plus proche du hurling ou de la choule à la crosse.

### L’équipe à la base
L’équipe à la base (tchu sei en Normandie) désigne un joueur de son équipe chargé de lancer la balle. Ensuite chaque autre joueur se présente devant le lanceur. 
Le lanceur envoie la balle sur le tireur qui doit l’envoyer au loin au moyen d’une batte. La batte peut être la même que celle de baseball mais peut être n’importe quel morceau de bois adéquat permettant de taper dans une balle. Le batteur doit s’appliquer à envoyer sa balle de manière que l’équipe adverse ait le plus de mal à la récupérer. Le tireur a droit à trois essais pour envoyer la balle ; s’il échoue, il laisse la place à un autre membre de son équipe. 
Lorsque la balle arrive à sa destination (le capitaine adverse placé au centre des refuges)  avant que le joueur ait pu boucler son tour, celui-ci doit être arrêté à un refuge, sinon sa course est annulée et il doit retourner au départ sans donner de point à son équipe. Par ailleurs, lorsque la balle est gobée, happaée ou catchée par l’équipe adverse avant de toucher terre, son tour est aussi annulé ainsi que tous les membres de son équipe réfugiés sur le parcours, ils doivent tous revenir à la base sans marquer de point. On peut aussi annuler uniquement les points du lanceur, surtout pour les débutants. En outre, une seconde manche peut prévoir de toucher le batteur dans sa course plutôt que d'envoyer la balle au capitaine. Un tour complet peut également donner un bonus de 2 points soit 5 bases + 2 = 7 points.
Si l’équipe de batteurs n’a plus qu’un seul membre pour envoyer la balle (les autres sont réfugiés sur le parcours ou arrivés), ce dernier continue à envoyer la balle jusqu'à ce qu’un membre de son équipe soit revenu à la base. On peut aussi ne compter les points qu'après que le dernier batteur soit en course, ce qui suppose que celui-ci soit le meilleur batteur.
L'équipe des batteurs peut aussi gêner la progression de la balle vers le receveur dans une version plus sportive du jeu.

### L’équipe répartie sur le terrain
L’équipe répartie sur le terrain est chargée de recevoir la balle, et si elle ne parvient pas à la récupérer (balle gobée) avant qu’elle n’ait touché terre, elle doit la faire parvenir au plus tôt à son passeur (désigné au préalable par son équipe) qui est positionné juste à côté du lanceur. Afin que le passeur n'ait pas une position fluctuante sur le terrain, il doit toujours avoir une partie de son corps en contact avec un objet fixe au sol comme s'il y était attaché (généralement un trou ou un gros caillou). Dans une autre règle utilisée en tournoi, celui-ci peut se déplacer à l'intérieur des refuges. À l’instant où le passeur tient la balle, les membres de l’équipe adverse ne touchant pas un refuge doivent revenir à la base ou sont éliminés.
Une fois ceux-ci revenus à la base, le passeur donne la balle au lanceur pour envoyer la balle suivante.